# La battaglia di Long Tan
La battaglia di Long Tan è un film del 2019 diretto da Kriv Stenders.
La pellicola narra le vicende dalla battaglia di Long Tân, avvenuta il 18 agosto 1966 durante la guerra del Vietnam.

## Trama
La storia di un gruppo di 108 soldati australiani e neozelandesi, per lo più di leva, che il 18 agosto 1966 resistettero per tre ore e mezza a un attacco in massa di 2500 soldati vietcong e vietnamiti sotto la guida del maggiore Harry Smith. Sotto la pioggia e immersi nel fango, tra le munizioni in esaurimento e le perdite in aumento, ogni soldato cercò di tenere saldi a sé coraggio, onore e determinazione, nella speranza di trionfare in attesa dei rinforzi. Quella che fu ricordata come “la battaglia di Long Tan” fu uno degli sforzi decisivi nella storia dei Corpi dell'Esercito australiano e Neozelandese.

## Produzione
Le riprese del film si svolgono dal maggio al luglio 2018 interamente nello stato australiano del Queensland, tra Pimpama, Kingaroy, Nerang ed i Village Roadshow Studios di Oxenford.

## Distribuzione
La pellicola è stata presentata al Sydney Film Festival il 15 giugno 2019 e distribuita nelle sale cinematografiche australiane a partire dall'8 agosto dello stesso anno.

## Accoglienza

### Critica
Sull'aggregatore Rotten Tomatoes il film riceve il 71% delle recensioni professionali positive con un voto medio di 6,12 su 10 basato su 34 critiche.

## Riconoscimenti
- 2019 - AACTA Award
  - Miglior sonoro a Liam Egan, Craig Walmsley, Alicia Slusarski, Robert Sullivan, Tony Murtagh, Les Fiddess
  - Candidatura per la miglior fotografia a Ben Nott
  - Candidatura per la miglior colonna sonora a Caitlin Yeo
- 2019 - Australian Production Design Guild Awards
  - Miglior trucco e acconciatura a Tess Natoli, Sean Genders, Anita Morgan
- 2019 - Screen Producers Australia Awards
  - Candidatura per la miglior produzione
- 2019 - Veterans Film Festival
  - Miglior film
  - Miglior colonna sonora a Caitlin Yeo
  - Candidatura per il miglior attore a Daniel Webber
- 2020 - Australian Film Critics Association Awards
  - ** Candidatura per la miglior fotografia a Ben Nott